# Подсолнух (загоризонтный радиолокатор)
5П21 "Подсолнух" — загоризонтная коротковолновая радиолокационная станция ближнего действия. Предназначена для обнаружения надводных и воздушных целей на расстоянии до 450 км. Предназначена для применения в береговых системах контроля надводной и воздушной обстановки в пределах 200-мильной экономической зоны.
Главной особенностью РЛС «Подсолнух» является её загоризонтный обзор — она способна обнаруживать предметы, находящиеся не в прямой видимости, а за радиогоризонтом, что существенно повышает дальность их обнаружения.
5П21-Ц  " Подсолнух-Ц"[что?]
Подсолнух-Э — экспортный вариант РЛС.

## История
Разработчик станции — НИИДАР.
- Первые сведения о прототипе под названием Телец поступали с 1999 года.
- С 2007 года станция в нескольких экспортных исполнениях активно предлагается зарубежным покупателям.
- Одна станция построена в 2009 году под Владивостоком.
- В 2013 году ЗГ РЛС «Подсолнух» заступила на боевое дежурство в составе Каспийской флотилии. В 2014 году были проведены учения по обнаружению надводных и воздушных целей с последующей выдачей целеуказаний на применение ракетного и артиллерийского оружия. Учения проводились совместно с МРК «Град Свияжск» и «Углич» (проекта 21631 «Буян-М»).[5]
- Вероятно, 6 РЛК данного класса будут размещены в российской Арктике, первая из которых будет построена на Новой Земле к 2017 году[6].

## Технические подробности
Станция использует принцип локации поверхностным лучом (дифракционное поверхностное распространение).
Технические характеристики станции для ВС РФ неизвестны[кому?]. Лучший из экспортных вариантов имеет дальность обнаружения судов 200—400 км (в зависимости от водоизмещения); самолетов — 200—500 км (на высотах от 3 метров и выше); количество сопровождаемых судов — до 300; самолетов — до 100. Сектор обзора — 120°. Аппаратура комплекса «Подсолнух» размещается в специальных контейнерах.
Современные пассивные технологии снижения радиозаметности практически не изменяют ЭПР предмета в коротковолновом диапазоне.

## Учения
На Каспии РЛС «Подсолнух» обнаружил[когда?] 4 низколетящих Су-24МР и передал данные ракетному кораблю 2 ранга «Дагестан» (в середине моря[что?]), зенитчики которого условно поразили воздушные цели.